# Udenfor Loven (film fra 1916)
|  | for andre betydninger, se Udenfor Loven |
Udenfor Loven er en dansk stumfilm fra 1916 efter manuskript af Laurids Skands. Filmen er produceret af Kinografen. Filmens instruktør er ukendt.
Filmen havde dansk premiere den 13. november 1916 i Kinografen.

## Handling
Filmen handler om amerikaneren, Mr Brown, der hæver en guldskat, der har ligget på havets bund i 400 år.

## Medvirkende
- Henrik Malberg - Entreprenør Brown
- Peter Malberg - James Nilson, Browns sekretær
- Georg Christensen - O'Neill, formand for Browns ekspedition
- Miss CortlandMary - O'Neills datter
- Laurids Skands - Don Guerre, præsident i Brimuda
- Birger von Cotta-Schønberg - Fernandez, don Guerres nevø
- Gustav Helios - Jack Davy, eventyrer
- Alfred Arnbak - Juan, don Guerres agent